# Wahlkreis Lichtenberg 6
Der Wahlkreis Lichtenberg 6 ist ein Abgeordnetenhauswahlkreis in Berlin. Er gehört zum Wahlkreisverband Lichtenberg und umfasst den gesamten Ortsteil Karlshorst sowie den südlichen Teil von Rummelsburg und einen Teil von Friedrichsfelde.

## Abgeordnetenhauswahl 2023
Bei der Wahl zum Abgeordnetenhaus von Berlin 2023 traten folgende Kandidaten an:
| Name                              | Partei           | Anteil der Erststimmen | Anteil der Zweitstimmen |
| --------------------------------- | ---------------- | ---------------------- | ----------------------- |
| Lilia Usik                        | CDU              | 22,4 %                 | 23,2 %                  |
| Norman Wolf                       | Die Linke        | 21,7 %                 | 18,4 %                  |
| Andreas Geisel                    | SPD              | 19,4 %                 | 17,2 %                  |
| Daniela Ehlers                    | Grüne            | 16,3 %                 | 16,6 %                  |
| Dietmar Drewes                    | AfD              | 09,9 %                 | 09,9 %                  |
| Katja Michel                      | Tierschutzpartei | 04,2 %                 | 02,9 %                  |
| Joachim Schultheiß                | FDP              | 03,5 %                 | 04,0 %                  |
| Götz Frommer                      | Freie Wähler     | 01,8 %                 | 00,7 %                  |
| Sören Kiss                        | dieBasis         | 00,9 %                 | 00,6 %                  |
| –                                 | Die PARTEI       | –                      | 01,8 %                  |
| –                                 | Volt             | –                      | 01,0 %                  |
| –                                 | Sonstige         | –                      | 03,7 %                  |
| Wahlberechtigte: 30.935 Einwohner |                  |                        |                         |
| Wahlbeteiligung: 70,0 %           |                  |                        |                         |

## Abgeordnetenhauswahl 2021
Bei der Wahl zum Abgeordnetenhaus von Berlin 2021 traten folgende Kandidaten an:
| Name                              | Partei           | Anteil der Erststimmen | Anteil der Zweitstimmen |
| --------------------------------- | ---------------- | ---------------------- | ----------------------- |
| Andreas Geisel                    | SPD              | 27,1 %                 | 22,4 %                  |
| Norman Wolf                       | Die Linke        | 21,2 %                 | 20,2 %                  |
| Daniela Ehlers                    | Grüne            | 17,2 %                 | 17,2 %                  |
| Lilia Usik                        | CDU              | 12,0 %                 | 12,8 %                  |
| Dietmar Drewes                    | AfD              | 08,2 %                 | 08,2 %                  |
| Joachim Schultheiß                | FDP              | 05,5 %                 | 05,8 %                  |
| Katja Michel                      | Tierschutzpartei | 04,0 %                 | 02,5 %                  |
| Götz Frommer                      | Freie Wähler     | 02,9 %                 | 01,3 %                  |
| Sören Kiss                        | dieBasis         | 01,9 %                 | 01,4 %                  |
| –                                 | Die PARTEI       | –                      | 02,2 %                  |
| –                                 | Volt             | –                      | 01,1 %                  |
| –                                 | Sonstige         | –                      | 04,9 %                  |
| Wahlberechtigte: 30.758 Einwohner |                  |                        |                         |
| Wahlbeteiligung: 81,0 %           |                  |                        |                         |

## Abgeordnetenhauswahl 2016
Bei der Wahl zum Abgeordnetenhaus von Berlin 2016 traten folgende Kandidaten an:
| Name                              | Partei           | Anteil der Erststimmen | Anteil der Zweitstimmen |
| --------------------------------- | ---------------- | ---------------------- | ----------------------- |
| Harald Wolf                       | Die Linke        | 28,7 %                 | 26,2 %                  |
| Andreas Geisel                    | SPD              | 26,7 %                 | 22,1 %                  |
| Dietmar Drewes                    | AfD              | 15,6 %                 | 15,6 %                  |
| Fabian Peter                      | CDU              | 13,9 %                 | 13,0 %                  |
| Camilla Schuler                   | Grüne            | 08,7 %                 | 09,6 %                  |
| Dirk Gawliza                      | FDP              | 03,1 %                 | 03,6 %                  |
| Marvin Hemmerlein                 | Piraten          | 02,3 %                 | 01,6 %                  |
| Maik Pfitzenreiter                | ProD             | 01,0 %                 | 00,6 %                  |
| –                                 | Die PARTEI       | 0–                     | 02,1 %                  |
| –                                 | Tierschutzpartei | 0–                     | 01,9 %                  |
| –                                 | Graue Panther    | 0–                     | 01,0 %                  |
| –                                 | Sonstige         | 0–                     | 02,7 %                  |
| Wahlberechtigte: 36.700 Einwohner |                  |                        |                         |
| Wahlbeteiligung: 71,1 Prozent     |                  |                        |                         |

## Abgeordnetenhauswahl 2011
Bei der Wahl zum Abgeordnetenhaus von Berlin 2011 traten folgende Kandidaten an:
| Name                              | Partei           | Anteil der Erststimmen | Anteil der Zweitstimmen |
| --------------------------------- | ---------------- | ---------------------- | ----------------------- |
| Harald Wolf                       | Die Linke        | 32,5 %                 | 27,8 %                  |
| Gregor Költzsch                   | SPD              | 30,4 %                 | 31,6 %                  |
| Fabian Peter                      | CDU              | 14,9 %                 | 13,5 %                  |
| Stefan Gelbhaar                   | Grüne            | 10,3 %                 | 10,6 %                  |
| Yannick Meyer                     | Piraten          | 08,1 %                 | 07,9 %                  |
| ?                                 | pro Deutschland  | 03,0 %                 | 01,4 %                  |
| ?                                 | FDP              | 00,8 %                 | 00,9 %                  |
| –                                 | NPD              | –                      | 02,3 %                  |
| –                                 | Tierschutzpartei | –                      | 01,3 %                  |
| –                                 | Sonstige         | –                      | 02,7 %                  |
| Wahlberechtigte: 34.790 Einwohner |                  |                        |                         |
| Wahlbeteiligung: 63,9 %           |                  |                        |                         |

## Abgeordnetenhauswahl 2006
Bei der Wahl zum Abgeordnetenhaus von Berlin 2006 traten folgende Kandidaten an:
| Name                              | Partei    | Anteil der Erststimmen |
| --------------------------------- | --------- | ---------------------- |
| Harald Wolf                       | Die Linke | 39,7 %                 |
| Andreas Köhler                    | SPD       | 32,1 %                 |
| Maik Berendt                      | CDU       | 11,5 %                 |
| Rudi-Marek Dutschke               | Grüne     | 07,0 %                 |
| Susanne Rohland                   | WASG      | 05,3 %                 |
| Beate Kamphausen-Semaan           | FDP       | 04,5 %                 |
| Wahlberechtigte: 33.386 Einwohner |           |                        |
| Wahlbeteiligung: 59,1 Prozent     |           |                        |

## Abgeordnetenhauswahl 2001
Der Wahlkreisverband Lichtenberg umfasste zur Abgeordnetenhauswahl am 21. Oktober 2001 sieben Wahlkreise. Ein direkter Vergleich ist daher nicht möglich.

## Abgeordnetenhauswahl 1999
Die Bezirke Lichtenberg und Hohenschönhausen hatten vor ihrer Fusion im Jahr 2001 bei der Abgeordnetenhauswahl am 10. Oktober 1999 insgesamt sieben Wahlkreise. Ein direkter Vergleich ist daher nicht möglich.

## Abgeordnetenhauswahl 1995
Die Bezirke Lichtenberg und Hohenschönhausen hatten vor ihrer Fusion im Jahr 2001 bei der Abgeordnetenhauswahl am 22. Oktober 1995 insgesamt sieben Wahlkreise. Ein direkter Vergleich ist daher nicht möglich.

## Bisherige Abgeordnete
Direkt gewählte Abgeordnete des Wahlkreises Lichtenberg 5:
| Jahr | Name           | Partei    | Anteil der Erststimmen |
| ---- | -------------- | --------- | ---------------------- |
| 2023 | Lilia Usik     | CDU       | 22,4 %                 |
| 2021 | Andreas Geisel | SPD       | 27,1 %                 |
| 2016 | Harald Wolf    | Die Linke | 28,7 %                 |
| 2011 | Harald Wolf    | Die Linke | 32,5 %                 |
| 2006 | Harald Wolf    | Die Linke | 39,7 %                 |